# 金基浩
金基浩（韓語：김기호，1960年—），韓國電視劇編劇。

## 作品

### 電視劇
- 1997年：MBC《星星在我心》
- 1997年：MBC《復仇血戰》
- 1999年：MBC《美麗的陽光》
- 2000年：MBC《熱情似火》
- 2002年：MBC《危機男子》
- 2003年：SBS《千年之愛》
- 2004年：SBS《峇里島的日子》
- 2005年：MBC《新進社員》
- 2005年：MBC《甜蜜間諜》
- 2006年：SBS《無敵情報員》
- 2006年：KBS《白雲階梯》
- 2012年：SBS《時尚王》

## 獲獎
- 2004年：第40屆百想藝術大賞－TV部門 劇本獎

## 外部連結
- NAVER搜索 （页面存档备份，存于）